# Agaricus xanthodermus
Agaricus xanthodermus Génev., Bull. Soc. bot. Fr. 23: 28 (1876) è un fungo "prataiolo" tossico; può essere facilmente identificato per via del suo odore sgradevole e perché la carne alla base del gambo è di colore giallo paglierino.

## Descrizione della specie

### Cappello
Di dimensioni medio-piccole, poco consistente, di colore bianco, a volte più scuro al centro. Al tocco vira velocemente al giallo paglierino.

### Lamelle
Piuttosto fitte, libere. Dapprima bianche, poi bianco-sporco.

### Gambo
Non molto spesso, di colore  bianco.

### Anello
Ampio, di colore bianco, dentellato al bordo.

### Carne
Di colore bianco, vira rapidamente al giallo se viene sezionata, di colore giallo chiaro alla base del gambo.
- Odore: forte, molto sgradevole, come di inchiostro o di fenolo; se viene cucinato, si può percepire chiaramente un odore forte di "inchiostro" nell'ambiente di cottura.  Talvolta l'odore è poco percepibile oppure subnullo: in tal caso strofinare vigorosamente il cappello o le lamelle.
- Sapore: mediocre, sgradevole.

## Microscopia
Sporeovoidali, 5-6,5 × 3,5-4 µm, color cacao in massa.

## Habitat
In autunno, nelle radure erbose dei boschi oppure nei parchi cittadini.

## Commestibilità
Tossico.
Provoca sindrome gastro-intestinale di lieve entità.

La tossicità di questa specie non è costante, in quanto a volte chi la consuma non accusa problemi gastro-intestinali.

## Specie simili
- Agaricus commestibili, da cui si distingue perché di color giallo alla base del gambo (sezionare) e perché odora di inchiostro / fenolo e non di anice.
- Altri Agaricus tossici, che potrebbero possedere odore di inchiostro/fenolo più debole se non appena percettibile.
- A volte con specie mortali del genere Amanita.

## Etimologia
Dal greco xanthos = giallo e derma = pelle, per via del colore del carpoforo che vira rapidamente al giallo se viene toccato.

## Sottospecie, forme e varietà di Agaricus xanthodermus
- Agaricus xanthodermus subsp. ammophilus (Menier) J.M. Losa (1969)
- Agaricus xanthodermus subsp. xanthodermus Genev. (1876)
- Agaricus xanthodermus var. antibioticus Cleland & J.R. Harris (1948)
- Agaricus xanthodermus var. croceus Raithelh. (1974)
- Agaricus xanthodermus var. griseus (A. Pearson) Bon & Cappelli (1983), (= Agaricus xanthodermus)
- Agaricus xanthodermus var. lepiotoides Maire (1911), (= Agaricus xanthodermus)
- Agaricus xanthodermus var. meleagrioides (A. Pearson) Bon & Cappelli (1983)
- Agaricus xanthodermus var. obscuratus Maire (1910), (= Agaricus moelleri)
- Agaricus xanthodermus var. pilatianus Bohus (1971)
- Agaricus xanthodermus var. xanthodermus Genev. (1876), (= Agaricus xanthodermus)

## Sinonimi e binomi obsoleti
- Agaricus meleagris var. grisea (A. Pearson) Wasser, Ukr. bot. Zh. 35(5): 516 (1978)
- Agaricus pseudocretaceus Bon, Docums Mycol. 15(no. 60): 34 (1985)
- Agaricus xanthodermus var. griseus (A. Pearson) Bon & Cappelli, Docums Mycol. 13(no. 52): 16 (1983)
- Agaricus xanthodermus var. lepiotoides Maire, (1911)
- Agaricus xanthodermus Genev., Bull. Soc. bot. Fr. 23: 28 (1876) var. xanthodermus
- Pratella xanthoderma (Genev.) Gillet, Champignons de France. Tableaux Analytiques des Hyménomycétes (Alençon): 129 (1884)
- Psalliota flavescens Richon & Roze, (1888)
- Psalliota xanthoderma (Genev.) Richon & Roze,: 53 (1885)
- Psalliota xanthoderma var. grisea A. Pearson, Trans. Br. mycol. Soc. 29(4): 204 (1946)
- Psalliota xanthoderma var. lepiotoides (Maire) Rea, Brit. basidiomyc. (Cambridge): 85 (1922)